# Die letzte Brücke
Die letzte Brücke ist ein österreichisch-jugoslawisches Kriegs- und Partisanendrama von Helmut Käutner aus dem Jahre 1953. In den Hauptrollen spielen Maria Schell und Bernhard Wicki.

## Handlung
Während des Zweiten Weltkriegs auf dem Balkan, im von deutschen Truppen besetzten Jugoslawien. Die Oberschwester und Lazarettärztin Helga Reinbeck, die zusammen mit einem Arzt das deutsche Lazarett Bjelo Jezero leitet, liebt Martin Berger, einen deutschen Unteroffizier, dessen Truppe unter fortwährendem Beschuss jugoslawischer Partisanen steht. Eines Tages wird Helga aus dem Lager gelockt und von den Partisanen entführt. Der Grund: Sie soll dem einzigen Arzt, der auf der anderen Seite steht, das Leben retten. Aber die Operation misslingt.
Helga fühlt sich nunmehr auch für die Partisanen verantwortlich, die ab jetzt über keinerlei medizinische Versorgung verfügen. Aus der natürlichen Feindschaft erwächst allmählich Vertrauen, Fürsorge und Verständnis. Die ihr gegenüber gezeigte Mitmenschlichkeit erweckt in ihr die Erkenntnis, dass der „Feind“ ebenso menschliche Gefühle hat und nicht weniger wert ist als die „eigenen Leute“. Und so sieht sie es als Akt der Humanität, den Verwundeten unter den Partisanen zu helfen und sie zu pflegen, wie sie es bereits zuvor bei deutschen Landsern getan hat. Rasch freundet sie sich mit dem Partisanenführer Boro an.
Als eines Tages eine Typhus-Epidemie ausbricht, versucht Helga Reinbeck trotz aller Gefahren, von englischen Flugzeugen hinter den deutschen Linien abgeworfene Medikamente zu den Partisanen zu schmuggeln. Bei diesem lebensgefährlichen Einsatz kommt die sie begleitende Partisanin Militza ums Leben. Die deutsche Seite wird auf diese Aktion aufmerksam. Um die Medikamente dem „Gegner“ zukommen zu lassen, muss Helga schließlich eine Brücke überqueren, die sich zwischen den feindlichen Linien befindet. Im entscheidenden Moment, als die deutsche Ärztin endgültig zu ihren eigenen Leuten zurückkehren will, wird das Feuer von beiden Seiten eröffnet. Ein Querschläger trifft Helga, sie stirbt.

## Hintergrund
Die Dreharbeiten fanden zwischen dem 7. September und dem 5. November 1953 in Jugoslawien statt. Drehorte waren Mostar und die Gegend rund um die Neretva.
Der Film erlebte seine Erstaufführung am 11. Februar 1954 sowohl in Wien als auch in Berlin.
Für den 34-jährigen Bernhard Wicki, der glaubhaft einen humanistisch geprägten Partisanenanführer verkörpert, bedeutete Die letzte Brücke den Durchbruch als Schauspieler. Sechs Jahre später, 1959, thematisierte er den Irrsinn des Krieges mit Die Brücke erstmals auch als Regisseur.
Tilla Durieux war unter den mitwirkenden deutschsprachigen Künstlern die einzige, die tatsächlich im Zweiten Weltkrieg auf der Seite der jugoslawischen Partisanen stand und sich als Ehefrau des Berliner Juden Ludwig Katzenellenbogen vor den deutschen Besatzern im Untergrund versteckt hielt.
Die Filmbauten stammen von Otto Pischinger, dem Wolf Witzemann assistierte. Käutners Regieassistent Horst Hächler, der in Die letzte Brücke auch eine Nebenrolle übernommen hatte, wurde vier Jahre später (1957) Maria Schells Ehemann.
Die letzte Brücke war der einzige Kriegsfilm unter den 212 zwischen 1945 und 1955 in Österreich produzierten Filmen.

## Auszeichnungen
Die FBL verlieh dem Film das Prädikat wertvoll. Regisseur Helmut Käutner erhielt 1954 das Filmband in Silber. Die katholische Filmliga nahm Die letzte Brücke in die Jahresbestenliste 1954 auf. Von der Evangelischen Filmgilde wurde er als bester Film des Monats (April 1954) empfohlen. 1955 gab es einen Bambi für den „künstlerisch besten Film 1954“. Zudem wurde der Film mit dem Selznick-Goldlorbeer 1954 des David O. Selznick-Preises für den „besten der Völkerverständigung dienenden Film“ ausgezeichnet.
Auf den Filmfestspielen von Cannes wurde Helmut Käutner 1954 für Die letzte Brücke mit zwei Preisen bedacht. Maria Schell erhielt eine spezielle Erwähnung für ihre darstellerische Leistung. 1955 nahm Schell den finnischen Jussi-Filmpreis entgegen. Der internationale Erfolg des Films ermöglichte der Künstlerin nunmehr auch ernste Rollen in ausländischen Filmen (vor allem in Frankreich und den USA).

## Kritiken
Curt Riess lobt in seinem Erinnerungsbuch Das gab’s nur einmal vor allem Käutners Leistung und die seiner beiden Hauptdarsteller: „Ein großes Thema – von Käutner nicht verniedlicht, nicht ungefährlich gemacht. Das Beste, was man über seine Regie sagen kann, ist, daß man sie kaum spürt. Die großen Szenen wirken nicht wie Szenen, sondern wie Aufnahmen, die aus einer Wochenschau geschnitten sind: dokumentarisch. Bernhard Wicki als Jugoslawe ist so echt, daß man fast überall glaubt, es mit einem Einheimischen zu tun zu haben. Die Schell ist vollendet: einfach, klar, überzeugend, mitreißend -- und nicht einen Augenblick lang sentimental.“
In Heinrich Fraenkels Unsterblicher Film ist zu lesen: „Mit dem Film Die letzte Brücke hat Helmut Käutner ein kompromißlos ernstes und künstlerisch vollendetes Werk geschaffen, und damit einem deutschen (sic!) Film zu verdienter Weltgeltung verholfen.“
Reclams Filmführer urteilt: „Ein ernstgemeinter Versuch zur Versöhnung und zum Verständnis. Der Film argumentiert nicht politisch und nimmt für keine der beiden Seiten Stellung; er zeigt einen Menschen, der erkennen muß, daß auch die andere Seite gute Argumente für sich hat. Aber dieses menschliche Problem wird mit mehr Ernsthaftigkeit und Realismus geschildert, als es damals im deutschsprachigen Film üblich war.“
Das Lexikon des Internationalen Films schrieb: „Der Film ist darstellerisch und formal anspruchsvoll, appelliert eindringlich an die Versöhnlichkeit und leider stellenweise zu sehr an die Emotionen der Zuschauer.“
Das große Personenlexikon des Films erinnerte in der Käutner-Biografie daran, dass dem Regisseur nach einer Reihe von spektakulären Flops (Der Apfel ist ab, Königskinder, Epilog, Weiße Schatten, Käpt’n Bay-Bay) mit Die letzte Brücke ein Comeback beschieden war. Bis zu diesem Zeitpunkt, so kann man außerdem in 'Das gibt’s nur einmal' lesen, war Käutner „nach Ansicht sämtlicher Produzenten ein erledigter Mann“.
Cinema fand, „Regisseur Helmut Käutner [drehte] ein vielumjubeltes, tragisches Drama“ und nannte den Film „ein[en] eindringliche[n] Appell für die Menschlichkeit“.
Halliwell’s Film Guide befand: „Message melodrama, very ably put together with a bleakly tragic climax; but nothing at all new“.
Leonard Maltins Movie & Video Guide lobte die Hauptdarstellerin: „Schell gives a well modulated performance as German doctor captured by Yugoslavian Partisans during WW2.“